# Jelena Alexandrowna Ossipowa
Jelena Alexandrowna Ossipowa (russisch Елена Александровна Осипова; * 22. Mai 1993 in Petropawlowsk-Kamtschatski) ist eine russische Bogenschützin.

## Karriere
Jelena Ossipowa erzielte ihre ersten internationalen Erfolge bei der Sommer-Universiade 2017 in Taipeh, bei der sie mit der Mannschaft die Bronzemedaille gewann. Im Jahr 2021 wurde sie in Antalya sowohl im Mixed als auch im Mannschaftswettbewerb Europameisterin, außerdem belegte sie bei den Weltmeisterschaften in Yankton, South Dakota, mit Galsan Basarschapow den zweiten Platz im Mixed.
Bei den ebenfalls 2021 ausgetragenen Olympischen Spielen 2020 in Tokio ging sie in zwei Disziplinen an den Start. Im Mannschaftswettbewerb belegte sie mit Swetlana Gombojewa und Xenija Perowa mit 1945 Punkten den sechsten Rang in der Platzierungsrunde. Danach besiegten die Russinnen nacheinander die Mannschaften der Ukraine, der Vereinigten Staaten und Deutschlands. Im Finale gegen Südkorea unterlagen sie schließlich glatt mit 0:6 und gewannen somit die Silbermedaille. Im Einzel beendete Ossipowa die Platzierungsrunde mit 651 Punkten auf dem 22. Platz. Nach vier Siegen erreichte sie das Halbfinale, in dem sie Lucilla Boari mit 6:0 besiegte. Das anschließende Finale verlor sie dagegen knapp gegen die Südkoreanerin An San. Im Stechen traf An eine Zehn, während Ossipowa lediglich eine Acht traf und damit die Silbermedaille erhielt.